# Marise Querlin
Marise Querlin (née Marie Louise Hélène Quinlin à Paris 5e le 1er mars 1900 et morte le 10 avril 1992 à Issy-les-Moulineaux,,) est une journaliste internationale, romancière, poétesse et scénariste française. Dans ses écrits, elle aborde des sujets brûlants : la drogue, l'alcoolisme, les enfants abandonnés, les mères célibataires, l'homosexualité féminine.

## Biographie
Marie-Louise Quinlin (épouse Van Gylenbeck,) est née à Paris en 1900. Cependant 1903 est la date souvent indiquée et Michèle Larrère mentionne le décret du 31 juillet 1943 qui annule sa déchéance de nationalité signée le 4 octobre 1941 par le maréchal Pétain et qui indique : « Est rapporté le décret du 4 octobre 1941 en ce qui concerne Mme Quinlin (Marie-Louise), femme Van Gylenbeck, dite Marise Querlin, née à Paris le 1er mars 1906 ». Elle est ce qu'on appelait alors une enfant naturelle, et est élevée dans différents pensionnats.
Elle utilise plusieurs patronymes et écrit aussi sous  des pseudonymes, dont Nelly Dward et le plus courant, Marise Querin.
À 19 ans, elle joue un rôle de vestale dans le film La Sultane de l'amour de Charles Burguet et René Le Somptier d'après le roman de Franz Toussaint.
En 1921, elle publie son premier roman, Lui et lui .
En 1923, elle commence sa carrière de journaliste comme courriériste littéraire à L'Ère nouvelle. Elle écrit durant de nombreuses années pour le quotidien Le Journal et collabore à Paris-Soir, où elle est notamment spécialisée dans le reportage social et dans l’enfance malheureuse, Détective, et Gringoire,. Pour ses enquêtes, elle n'hésite pas à travailler en immersion, se faisant par exemple, engager comme bonne chez une avorteuse. Pour Les Ventres maudits, une série de reportages sur les mères célibataires, elle utilise des fausses identités et fonctions pour obtenir des confidences. Avec son amie, la journaliste Marie Choisy, elle pratique une forme de "journalisme déguisé". À l'instar d'un grand nombre de journalistes de l'époque, elle joue souvent sur la frontière entre réalité et fiction.
Elle se fait remarquer par une interview de Georges Clemenceau en 1927 pour Le Journal et une autre de Guillaume II à l'occasion de son 70e anniversaire pour Gringoire en 1929.
Fin 1935 elle est l'envoyée spéciale de Le Journal aux États-Unis. Elle y rencontre et épouse le pianiste et compositeur néerlandais Willem van Gutenberg. Ils auront une fille ensemble.
Elle publie 22 ouvrages, essentiellement sur des questions sociales qui traitent souvent de sujets sensibles, voire tabous comme les mères célibataires, la délinquance juvénile ou la pauvreté des enfants. Elle connaît de grands succès de librairie, notamment avec Femmes sans hommes en 1931, un reportage sur l'homosexualité féminine et Les Enfants de l'amour sur les mères célibataires. Femmes sans hommes sera réédité au moins 56 fois et traduit dans le monde entier. Aux États-Unis, il se vend à plus de 200 000 exemplaires, bien qu'interdit à la vente aux moins de 18 ans jusqu'en 1968. En 1953, elle cosigne le scénario et les dialogues du film Les Enfants de l'amour, réalisé par Léonide Moguy. Le film rencontre un immense succès en France et aux États-Unis.
Par décret du 4 octobre 1941, elle est déchue de sa nationalité française, comme 15 000 personnes rendues apatrides par le régime de Vichy, et s'exile au Portugal avec sa fille,.
Après la guerre, Marise Querlin travaille pour L'Aurore et écrit des biographies.
À partir de 1957, Marise Querlin tient la rubrique littéraire de Artaban et rédige des pièces de théâtre radiophoniques.
Sa vie privée est assez agitée, elle connaît de multiples amours et fait plusieurs tentatives de suicide.
Elle meurt en 1992.

## Publications

### Sous le pseudonyme de Marise Querlin
- Les Amants interdits, Grasset (réédition numérique FeniXX), 2019  (ISBN 9782706276705)
- Les chaudières de l'enfer. Le problème de l'alcoolisme en France, Gallimard, 1955
- Condamné à vivre, Kent-Segep, Grasset (réédition numérique FeniXX), 2017  (ISBN 9782402199490)
- Les Enfants de  l'amour, Les Editions de Paris, Grasset (réédition numérique FeniXX), 2017  (ISBN 9782402199506)
- Femme pure, Grasset (réédition numérique FeniXX), 2020  (ISBN 9782307225171)
- Femmes sans hommes, Paris, Les Éditions de France - LEF, 1931
- Jusqu'à leur dernier souffle, Pasquelle, Grasset (réédition numérique FeniXX), 2019  (ISBN 9782706275043)
- Lui et lui, Paris, Fasquelle, 1921
- Le Plaisir des hommes, Fasquelle, Grasset (réédition numérique FeniXX), 2019  (ISBN 9782706274534)
- La Princesse Mathilde, souveraine sans couronne, Lausanne, Éditions Rencontre, 1966
- Quand la nuit finira
- Les Ventres maudits, Grasset (réédition numérique FeniXX), 2020  (ISBN 9782307144915)
- Qu'en retrouvant l'amant, Grasset (réédition numérique FeniXX), 2019  (ISBN 9782706274954)

### Sous le nom de Nelly Dward
- Moi, femme, poèmes, Paris, la Maison française d'art et d'édition, 1920[12].
- Pour Noël, aurons nous le téléphone automatique ? in Le Monde illustré, 1er janvier 1921, p.7 (lire en ligne)
- L'Hélicoptère Pescara, in Le Monde illustré, 19 mars 1921, p. 207 (lire en ligne)

## Distinctions
- Marise Querlin obtient le Prix Mottart de l'Académie française pour La Princesse Mathilde en 1967[13].